# غيم سنتر
غيم سنتر (بالإنجليزية: Game Center) هو تطبيق أصدرته أبل الذي يوفر إمكانية اللعب وتحدي الأصدقاء الذي يلعبون لعب فيديو جماعية أونلاين الاجتماعية.
أعلن عنه في 8 أبريل، وفي 8 سبتمبر نشر مع آي أو إس 4.1، وفي نوفمبر في الآيباد آي أو إس 4.2. حصلت الخدمة على تحديث شامل في أكتوبر 2011، لآي أو إس 5، قدم التحديث العديد من الميزات الجديدة مثل دعم المباريات حسب الدور. في 16 فبراير 2012، أعلنت أبل عن تضمين في آخر إصدرا من أوس إكس، ماونتين ليون، ونشر 25 يوليو 2012. منذ ذلك الوقت، صار من الممكن مشاركة ميزة الألعاب الجماعية في بعض اللعب بين الماك وإصدارا ت التطبيق في نظام الآي أو إس في الآيفون.
ابتداء من آي أو إس 4.1 و أو إكس 10.8 صار من الممكن تطوير جايم سانتر بواسطة حزمة أدوات تطوير البرمجيات جايم كيت.

## وصلات خارجية
- الموقع الرسمي لأبل